# 二階堂行通
二階堂 行通（にかいどう ゆきみち）は、南北朝時代の武士。室町幕府政所執事代。

## 生涯
二階堂行朝の子。足利直義邸の弓場始において、中条秀長と座位を争い、敗れて出家した。法名は行宏。 観応2年/正平6年（1351年）に政所執事代に補任されたが、同年に没した。また、義父・義従伯父の佐々木道誉より「道」の字の偏諱を賜り「行道」と名乗る。道誉の正室は二階堂行綱の孫二階堂時綱の娘であり、父・行朝の義従兄弟にあたり、行通の正妻は佐々木道誉の娘である。父・行朝と数多の戦に従軍し美濃国池田郡の城を領して美濃守を賜る。家督は嫡男・行信（大谷志摩守）が継ぎ、尾張国丹羽郡大谷（大屋敷村）を領して、藤原南家乙麻呂流二階堂氏流大谷氏の祖となる。